# Brachyelytreae
Brachyelytreae es una tribu de hierbas de la familia Poaceae. Tiene un solo género.

## Género
- Brachyelytrum[1]